# کرم‌های کله‌پیچی
کرم‌های کله‌پیچی (نام علمی: Gigantorhynchus) نام یک سرده از رده باستان‌خارسرتباران است. کرم‌های کله‌پیچی انگل کیسه‌داران و مورچه‌خوارها و عنتر دم‌کوتاه هستند. شش گونه در سرده کرم‌های کله‌پیچی وجود دارد. این سرده در سال ۱۸۹۲ میلادی توسط اوتو هامان توصیف علمی شد.